# Atacul de la Pearl Harbor
Atacul de la Pearl Harbor (sau Operațiunea Hawaii, cum a fost numită de către Statul Major Imperial japonez) a fost un atac militar, dat prin surprindere, din partea Marinei Imperiale Japoneze împotriva bazei navale de la Pearl Harbor, Hawaii, în dimineața zilei de duminică, 7 decembrie 1941. Ca rezultat, Statele Unite ale Americii au intrat în al Doilea Război Mondial.

## Descrierea atacului
Pearl Harbor, un golf din Hawaii, unde se afla întreaga flotă americană, se află în apropiere de capitala Honolulu.
Intenția acestui atac preventiv a fost să nu permită flotei pacifice americane să influențeze războiul din sud-estul Asiei pe care Japonia intenționa să-l poarte împotriva Marii Britanii, a Olandei și a Statelor Unite ale Americii.
Operațiunea a constat din două valuri de atac aerian, la care au participat 353 de avioane, lansate de pe 6 nave portavion.
Ca rezultat al atacului, 4 cuirasate au fost scufundate (două fiind ulterior ridicate, reparate și trimise în luptă spre sfârșitul războiului), iar alte 4 au fost avariate. Japonezii au distrus și 3 crucișătoare, 3 distrugătoare, 1 puitor de mine, 188 de avioane, au omorât 2.402 persoane și au rănit 1.282 de persoane.
Pierderile suferite de partea japoneză au fost minimale: 29 de avioane doborâte, 4 mini-submarine scufundate, 65 de persoane omorâte sau rănite.
Atacul a avut loc fără o declarație de război formală, și înainte ca ultima din cele 14 părți ale unui mesaj trimis de către partea japoneză Ministerului de Externe american să fi ajuns la destinație. Ambasada japoneză  din Washington, DC, fusese instruită să trimită mesajul imediat înainte de ora planificată a atacului. Atacul, și în special natura surprinzătoare a sa, a fost un factor important care a contribuit la schimbarea opiniei publice americane de la izolaționismul care caracterizase politica externă a țării în anii 1930 la participare directă în război.
Atacul a avut menirea de a anihila marina americană, astfel încât să nu împiedice atacul planificat de Japonia asupra Malaeziei și a Indiilor de Est olandeze, unde Japonia căuta acces la rezervele bogate de petrol și cauciuc.
Atât Japonia cât și Statele Unite își făcuseră planuri de contingență pentru război în zona pacifică, planuri ce fuseseră reînnoite constant în paralel cu escaladarea tensiunilor dintre cele două țări. Tensiunile începuseră în anii 1930 prin expansiunea japoneză în Manciuria și în Indochina franceză, acțiuni care au fost întâmpinate cu niveluri din ce în ce mai ridicate de embargouri și sancțiuni din partea SUA și a altor țări.
În 1940, SUA a interzis exportul în Japonia al avioanelor,  al părților de avioane, al utilajelor mecanice, al benzinei de avion,  al fierului și al oțelului vechi, lucru pe care japonezii l-au considerat un act "neprietenos". Dar SUA nu a interzis la acea oră exportul de petrol în Japonia, deoarece la Washington se considerase că o astfel de măsură ar fi fost prea extremă, dat fiind faptul că economia Japoniei depindea de petrolul american și ar fi fost probabil considerată ca o provocare de către partea japoneză. Exportul de petrol către Japonia a fost oprit în vara anului 1941, ca rezultat al expansiunii japoneze în Indochina franceză, care la rândul ei era rezultatul ocupării Franței de către Germania.
Sperând să descurajeze o agresiune japoneză în Orientul Îndepărtat, SUA își mutase sediul marinei pacifice în Hawaii și intensificase o întărire militară în Insulele Filipine.
Planul de atac pentru Pearl Harbor a fost inițiat la începutul anului 1941 de către amiralul Yamamoto, comandantul de atunci al flotei japoneze. Planul său a fost acceptat de către Sediul general al marinei japoneze după o serie de conflicte printre care și o amenințare de a se retrage de la comanda flotei. Planul concret de atac a început în primăvara anului 1941 sub comanda căpitanului de marină Minoru Genda. Planul a primit aprobarea neoficială a Împăratului Hirohito pe data de 5 noiembrie, după a treia din cele patru conferințe imperiale care s-au ținut în legătură cu atacul. Aprobarea oficială a fost dată pe data de 1 decembrie.
Pe data de 26 noiembrie 1941, o flotă compusă din 6 portavioane a plecat spre o zonă la nord-vest de Hawaii, de unde avea să inițieze atacul. Planul era ca 405 avioane să participe: 360 pentru cele două valuri de atac, 48 pentru patrulă aeriană defensivă, inclusiv 9 avioane de atac din primul val.
Primul val avea să fie atacul primar, iar al doilea val urma să termine orice acțiune neterminată de primul val.
Primul val avea armele necesare (mai ales torpile) pentru atacarea vaselor celor mai importante, iar echipajele fuseseră instruite să atace obiectivele cu cea mai mare valoare, mai ales cuirasate și portavioane, iar dacă acestea nu puteau fi găsite, să atace crucișătoare și distrugătoare. Bombardiere în picaj urmau să atace obiectivele la sol, anume avioane parcate pentru ca acestea să nu poată să decoleze și să treacă la contraatac. 
Când li se termina combustibilul, planul era ca ele să se întoarcă la portavioane și apoi să intre din nou în luptă.
Înainte de atacul propriu-zis, două avioane de recunoaștere urmau să decoleze de pe crucișătoare, să survoleze insula Oahu (unde se afla Pearl Harbor) și să relateze compoziția și locația flotei americane. Alte patru avioane de recunoaștere urmau să patruleze arealul dintre flota japoneză și Niihau, ca nu cumva grupul operativ să fie obiectul unui contraatac prin surprindere.

## Submarine
Submarine japoneze de tip I-18, I-20, I-22 și I-24, urmau să aibă la bord minisubmarine tip A. Cele 5 submarine de tip I au părăsit districtul naval Kure pe data de 25 noiembrie 1941 și au venit într-o zonă la circa 19 km de gura golfului Pearl Harbor, de unde au lansat minisubmarinele cam la ora 01:00 pe data de 7 decembrie. La 03:42 vasul american culegător de mine "Condor" a observat periscopul unuia dintre minisubmarine în partea de sud-vest al intrării spre Pearl Harbor și a alertat distrugătorul "Ward". Acel minisubmarin probabil că a reușit să intre în golf, dar "Ward" a distrus un altul la 06:37, ceea ce a constituit primele focuri trase de americani în al doilea război mondial. Un minisubmarin la nord de insula Ford n-a nimerit  vasul "Curtis" cu prima torpilă, n-a nimerit nici vasul "Monaghan" (care l-a atacat) cu al doilea dintre cele 2 torpile pe care le avea, apoi fiind scufundat de către "Monaghan" la 08:43. Un al treilea minisubmarin a eșuat de două ori înainte de a fi capturat pe data de 8 decembrie. Unul dintre membrii echipajului, sublocotenetul Kazuo Sakamaki a înotat la mal, unde a fost prins, astfel devenind primul prizonier de război  japonez al americanilor în al doilea război mondial. Un al patrulea minisubmarin a fost avariat de către o bombă antisubmarină, fiind abandonat de echipaj înainte de a putea lansa torpilele.

## Declarația de război a Japoniei
Cu toate că atacul a avut loc înainte ca să fi existat o declarație de război oficială din partea Japoniei, Amiralul Yamamoto a dat ordin ca atacul să aibă loc la 30 de minute după ce notificarea Japoniei că pune sfârșit oricăror negocieri a fost transmisă. În felul acesta Japonia dorea pe de o parte să pară că respectă conventiile internationale, dar pe de altă parte să aibă avantajul surprizei. Notificarea de 5000 de cuvinte a fost mai întâi trimisă de la Tokio la ambasada japoneză din Washington, dar transcrierea ei i-a luat ambasadei prea mult timp ca să poată fi trimisă înainte de atac. Pe de altă parte, descifratorilor de coduri americani le reușise deja să descifreze și să traducă o bună parte a notificării cu mai multe ore înainte de ora fixată când ambasada japoneză urma să o transmită guvernului american. Uneori această notă este numită "declarație de război", dar de fapt "nici nu declara război nici nu rupea legăturile diplomatice". Declarația de război a apărut pe prima pagină a ziarelor japoneze pe data de 8 decembrie.

## Primul val

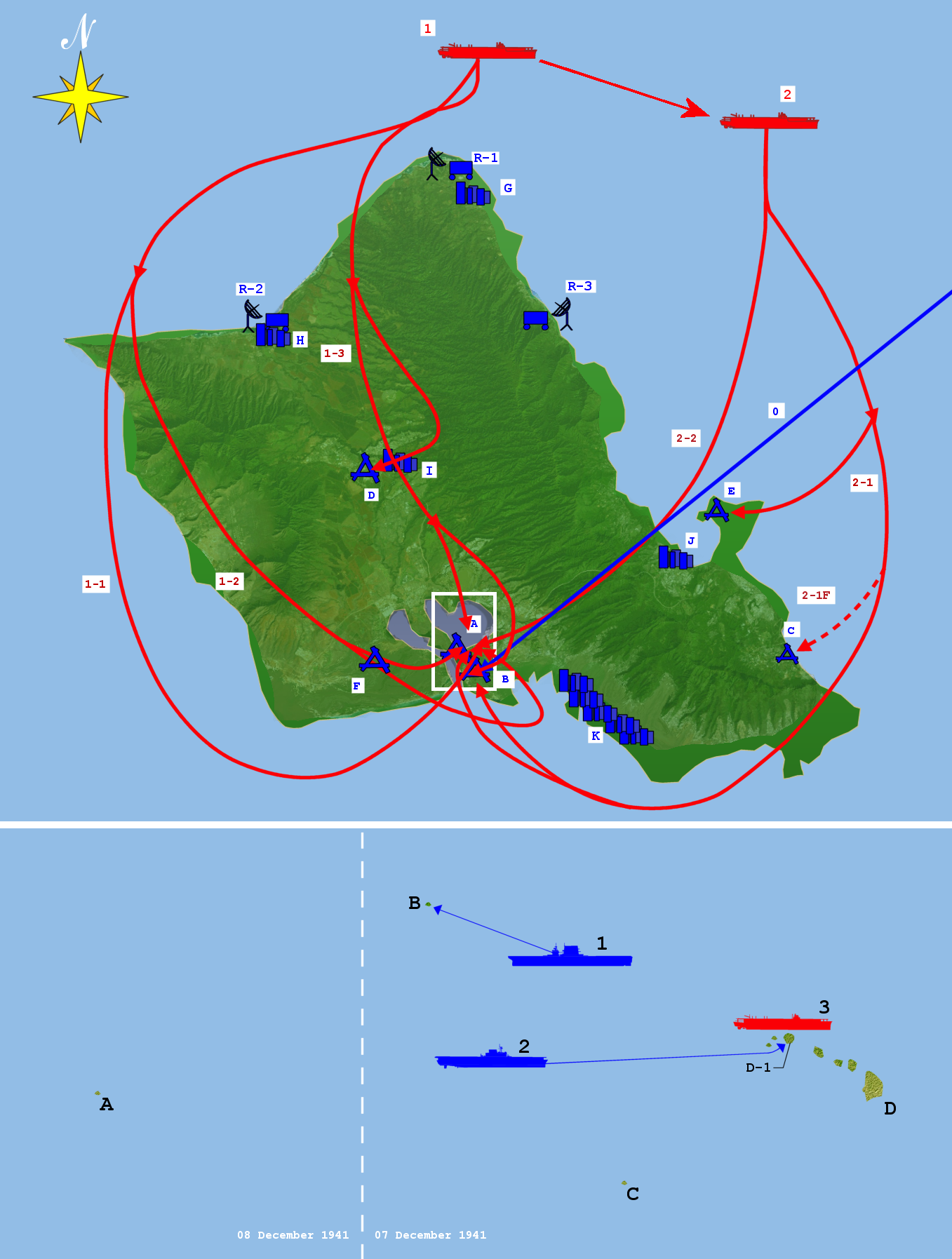
Harta Pearl Harbor

Japonezii au atacat în două valuri. Primul val a fost detectat de către radarul armatei americane de la Opana Point la 136 de mile marine, care a crezut că sunt 6 bombardiere americane B-17 care se întorceau de pe partea continentală a Statelor Unite.
Primul val constând din 180 de avioane a fost lansat de la nord de insula Oahu de către căpitanul de marină militară Mitsuo Fuchida. 6 avioane n-au reușit să decoleze din cauza unor probleme tehnice.
Atacul aerian asupra portului Pearl Harbor a început la ora 7:48 AM ora locală cu atacul de la Kaneohe. La început erau avioane torpiloare, avioane greoaie, vulnerabile, care s-au folosit de avantajul surprizei să atace aerodromurile militare Hickham Field, cel mai mare, și Wheeler Field.
Cele 171 de avioane din al doilea val au atacat Bellows Field de lângă Kaneohe, și Ford Island.
Americanii erau nepregătiți pentru un astfel de atac: dulapurile cu muniție erau încuiate, avioanele erau parcate aripă lângă aripă în aer liber (împotriva sabotajului),, tunurile erau neechipate etc.

## Al doilea val
Al doilea val a constat din 171 de avioane: 54 B5N "Kate" (torpiloare), 81 D3A "Val" (bombardiere în picaj) și 36 de A6M2 "Zero" (avioane de vânătoare), toate sub comanda locotenent-comandorului Shigekazu Shimazaki. Patru avioane nu au putut decola din cauza unor defecțiuni tehnice.
Valul al doilea a fost împărțit în trei: un grup a atacat Kaneohe, iar celelalte două Pearl Harbor. Au ajuns simultan la obiective din diferite direcții.
Cele două valuri au durat în total 90 de minute. 2.386 americani au murit (55 civili, majoritatea de proiectile anti-aeriene americane neexplodate care au căzut în zone populate) și 1.139 răniți. 18 vase au fost scufundate sau au eșuat, printre care 5 cuirasate. Dintre cei morți, aproape jumătate erau din cauza exploziei magaziei de praf de pușcă de pe USS Arizona, când a fost lovită de un obuz de 40 cm. Admiralul Isaac C. Kidd și căpitanul Franklin Van Valkenburgh au murit pe punte.
Din cele 402 avioane americane prezente la acea oră în Hawaii 188 au fost distruse și 159 avariate, 155 dintre ele la sol.
55 de aviatori japonezi și 9 membri ai echipajelor minisubmarinelor japoneze au fost omorâți, iar unul a fost capturat. Din cele 414 avioane japoneze, 29 au fost doborâte în luptă,(9 în primul val și 20 în al doilea val), iar 74 avariate.

## Galerie foto

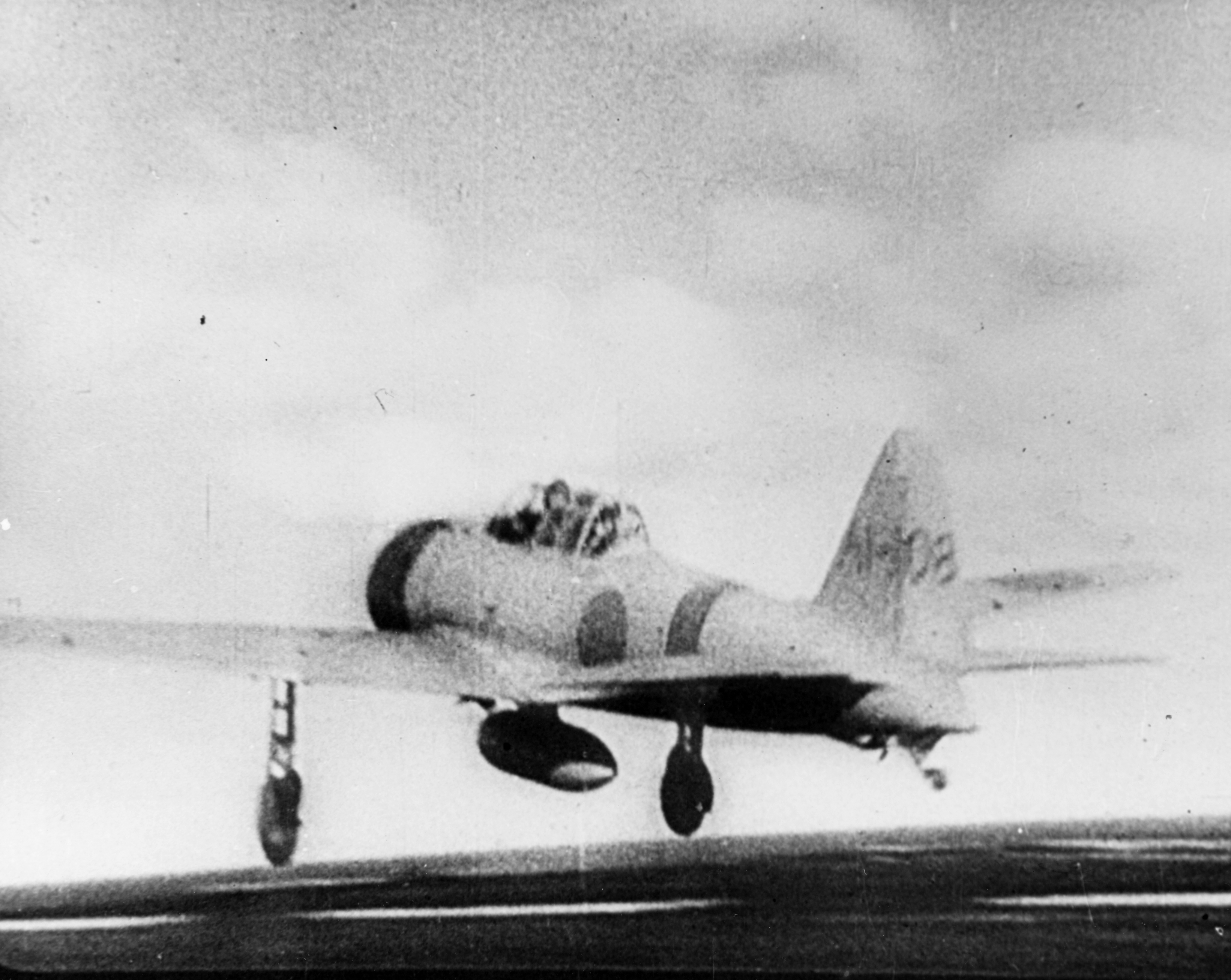
Un avion japonez Mitsubishi A6M2 „Zero” decolează de pe portavionul Akagi în dimineața zilei de 7 decembrie 1941.
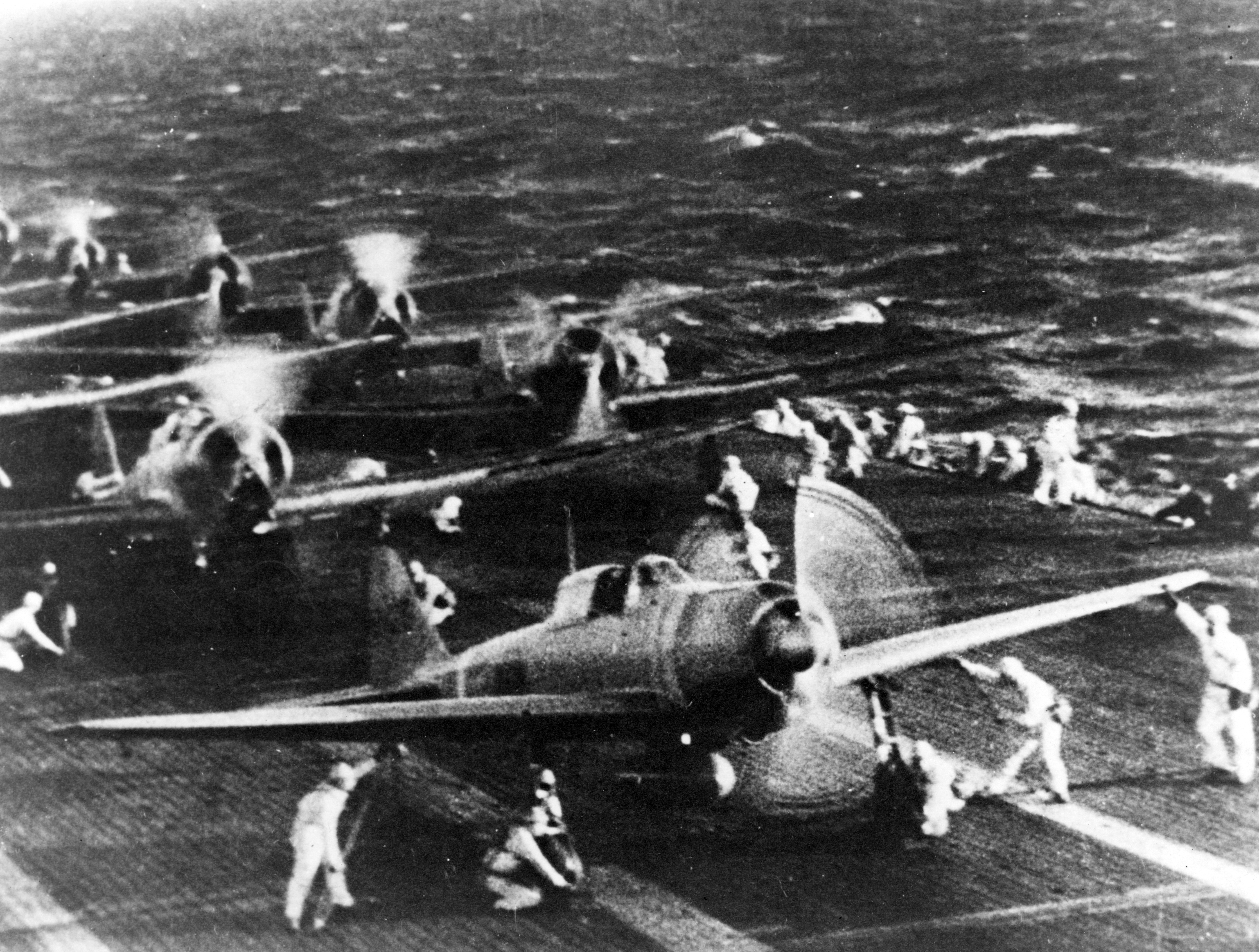
Avioane din al doilea val pregătindu-se de decolare pe portavionul Shokaku spre Pearl Harbor
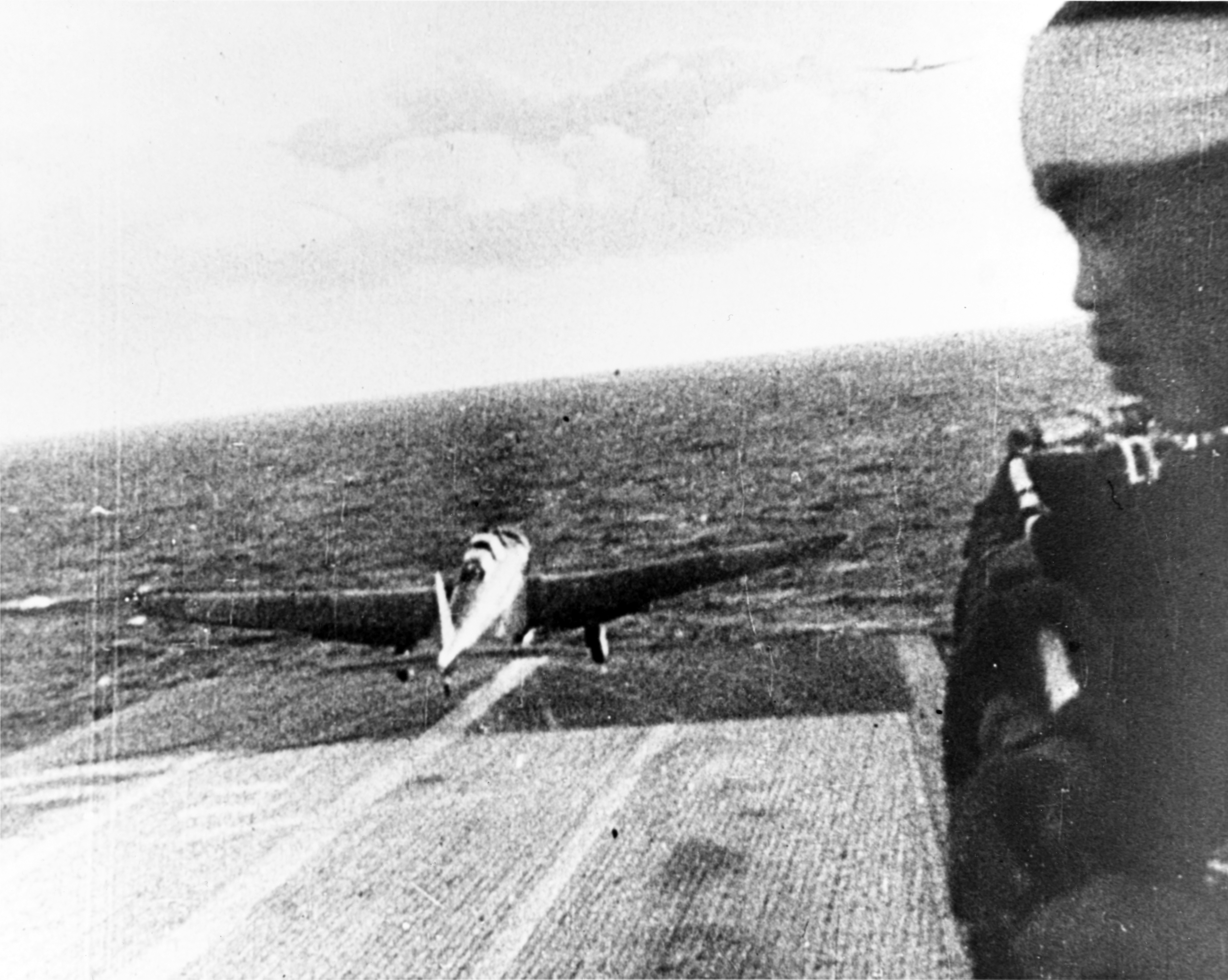
Un avion japonez Nakajima B5N2 "Kate", bombardier torpilor, decolează de pe portavionul Shokaku.
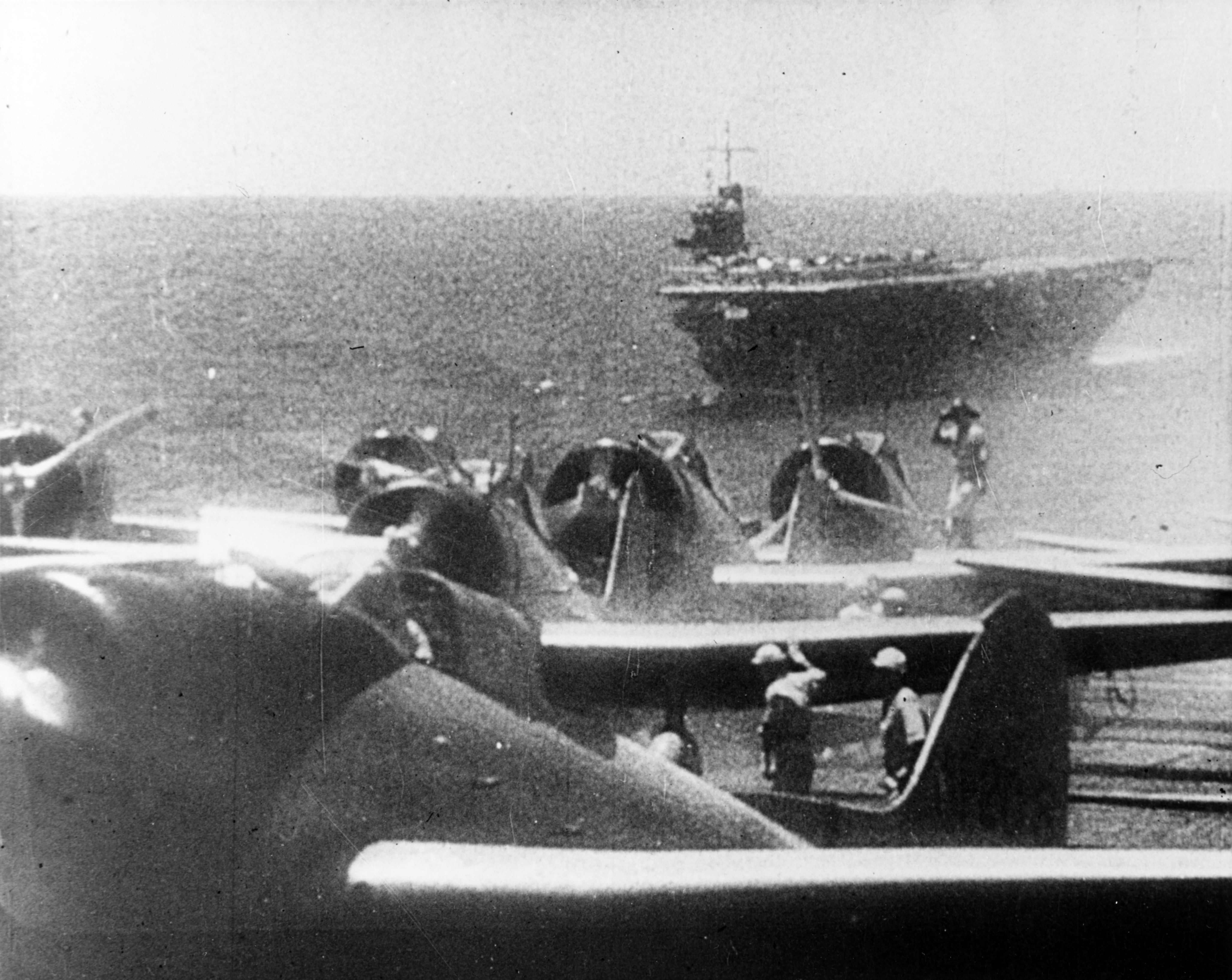
Bombardiere în picaj Aichi D3A1 "Val" din al doilea val pregătindu-se de decolare. Portavionul Soryu în fundal.
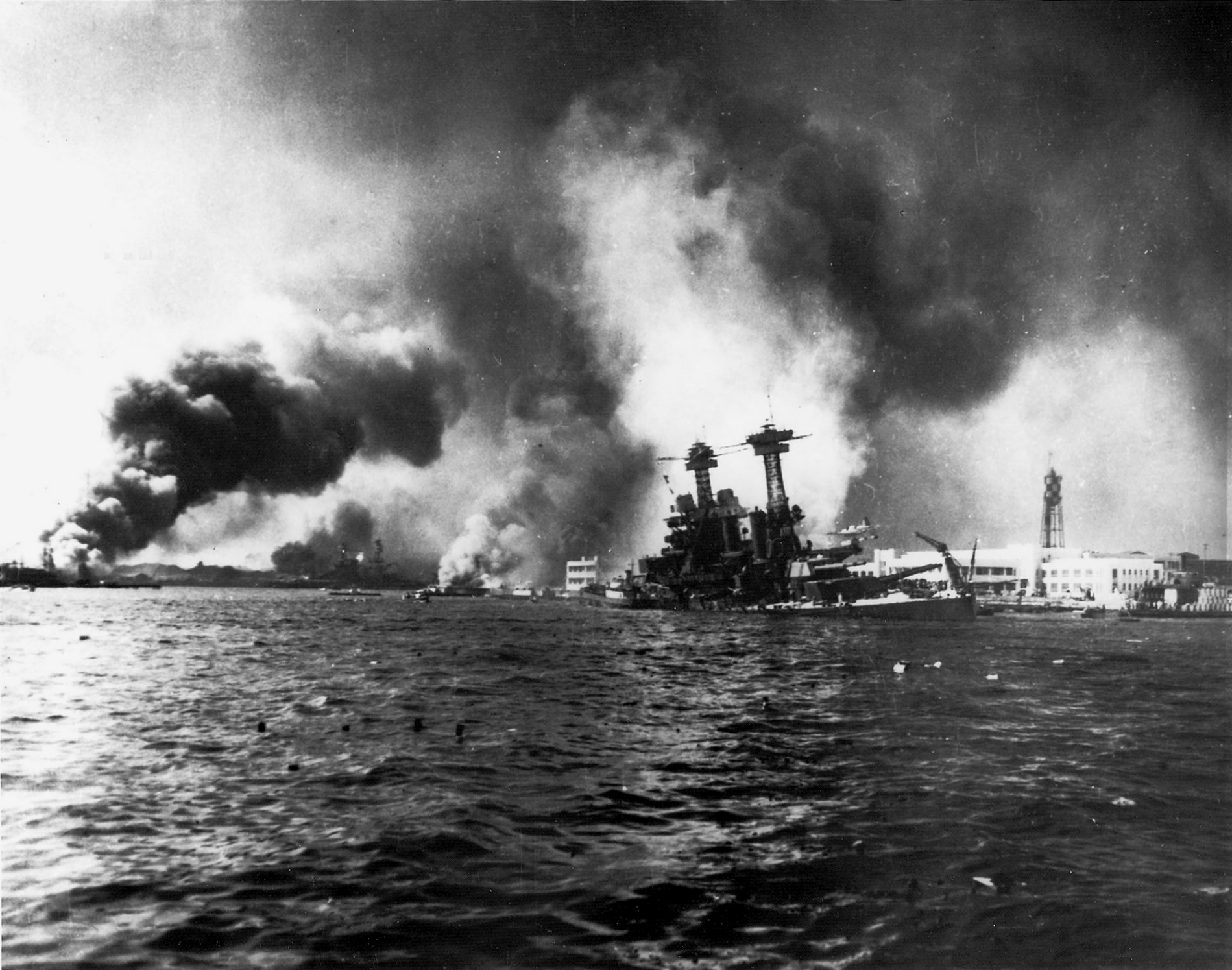
Nava de luptă USS California scufunzându-se.
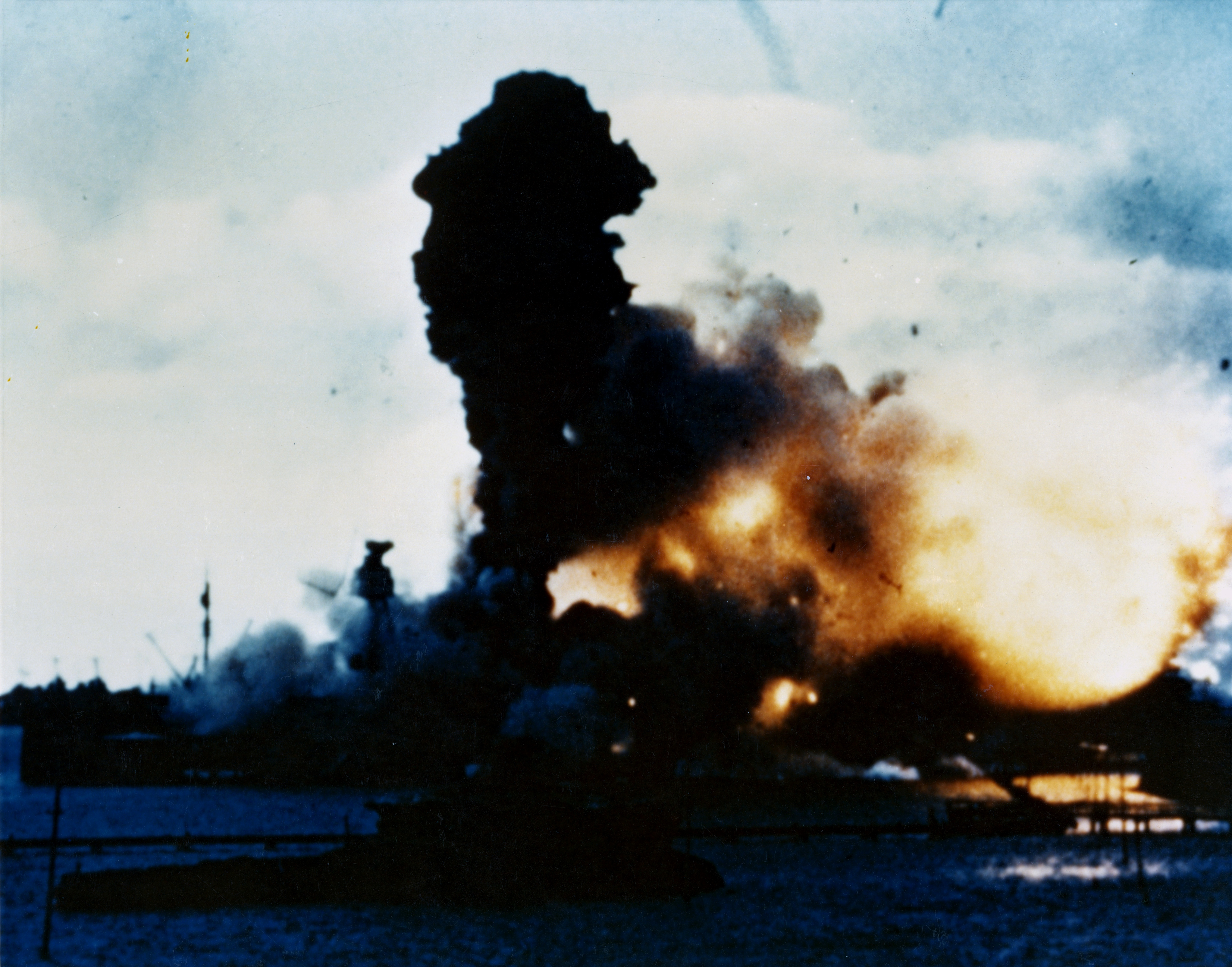
Nava de luptă USS Arizona explodând.
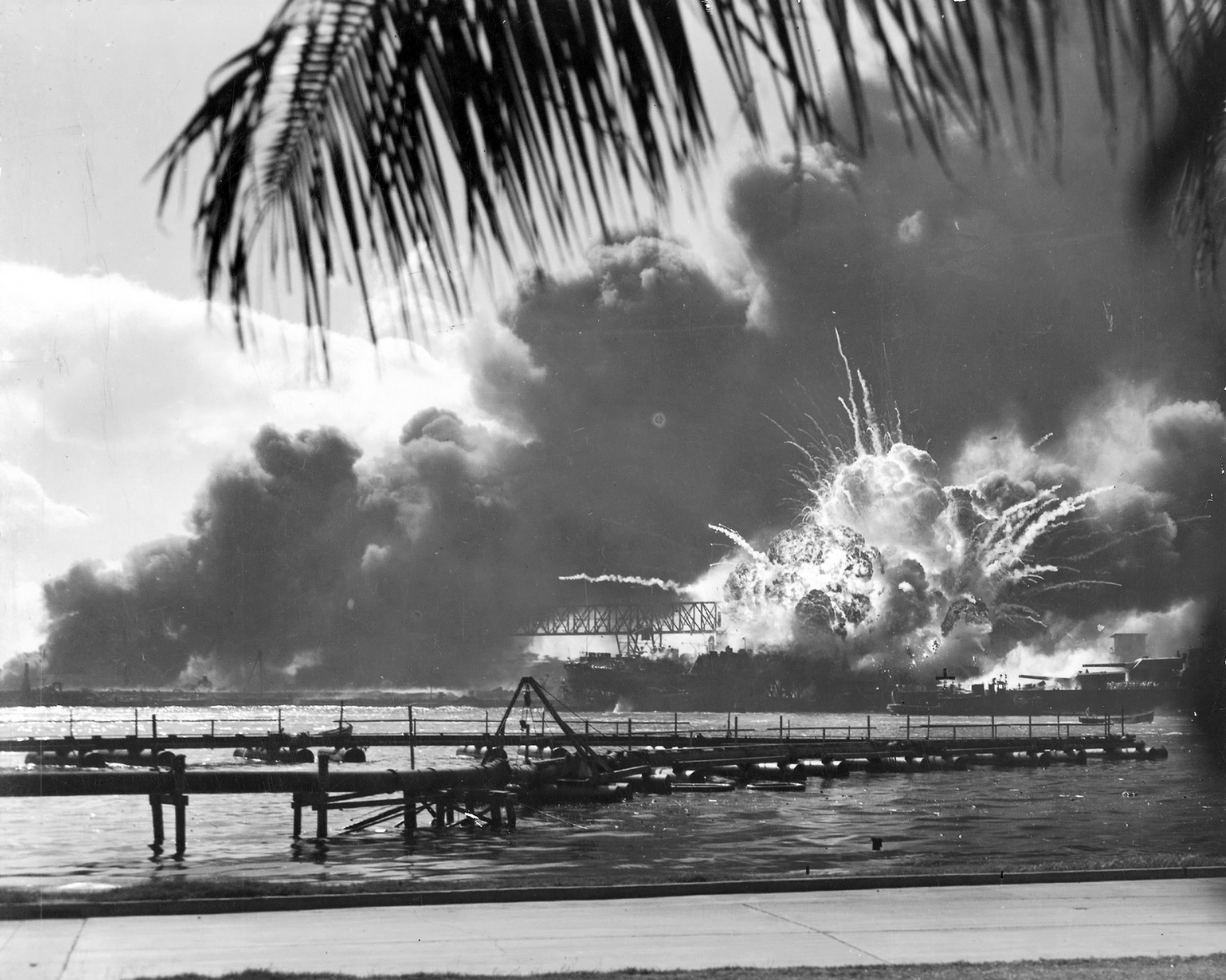
Distrugătorul USS Shaw explodând.
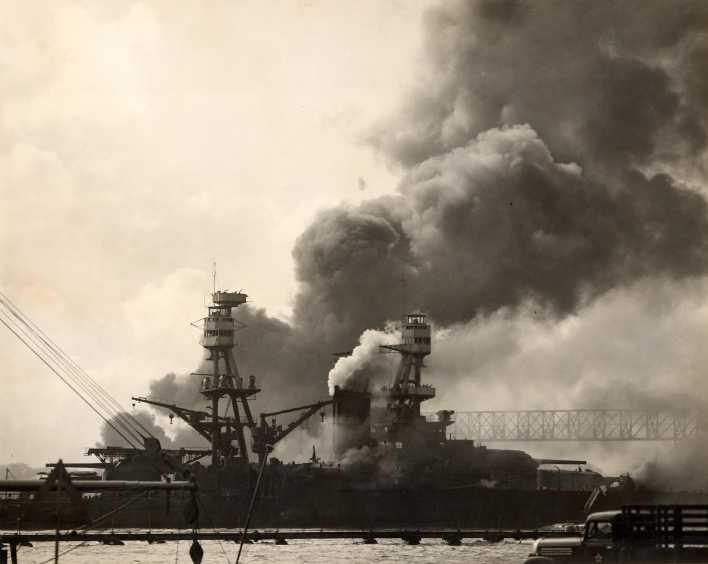
Nava de luptă USS Nevada încercând să iasă din port.
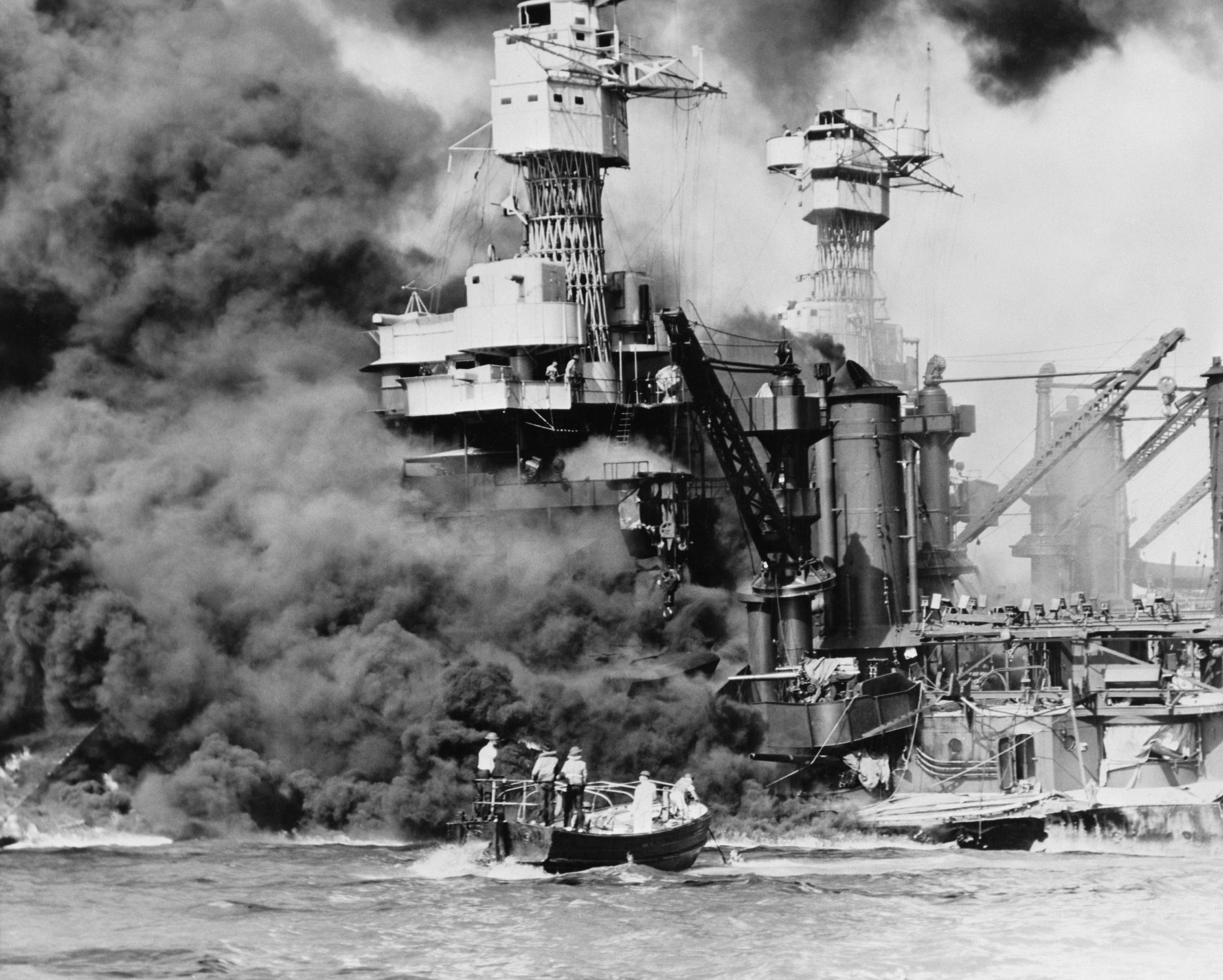
Nava de luptă USS West Virginia lovit de două bombe aeriene și 7 torpile.
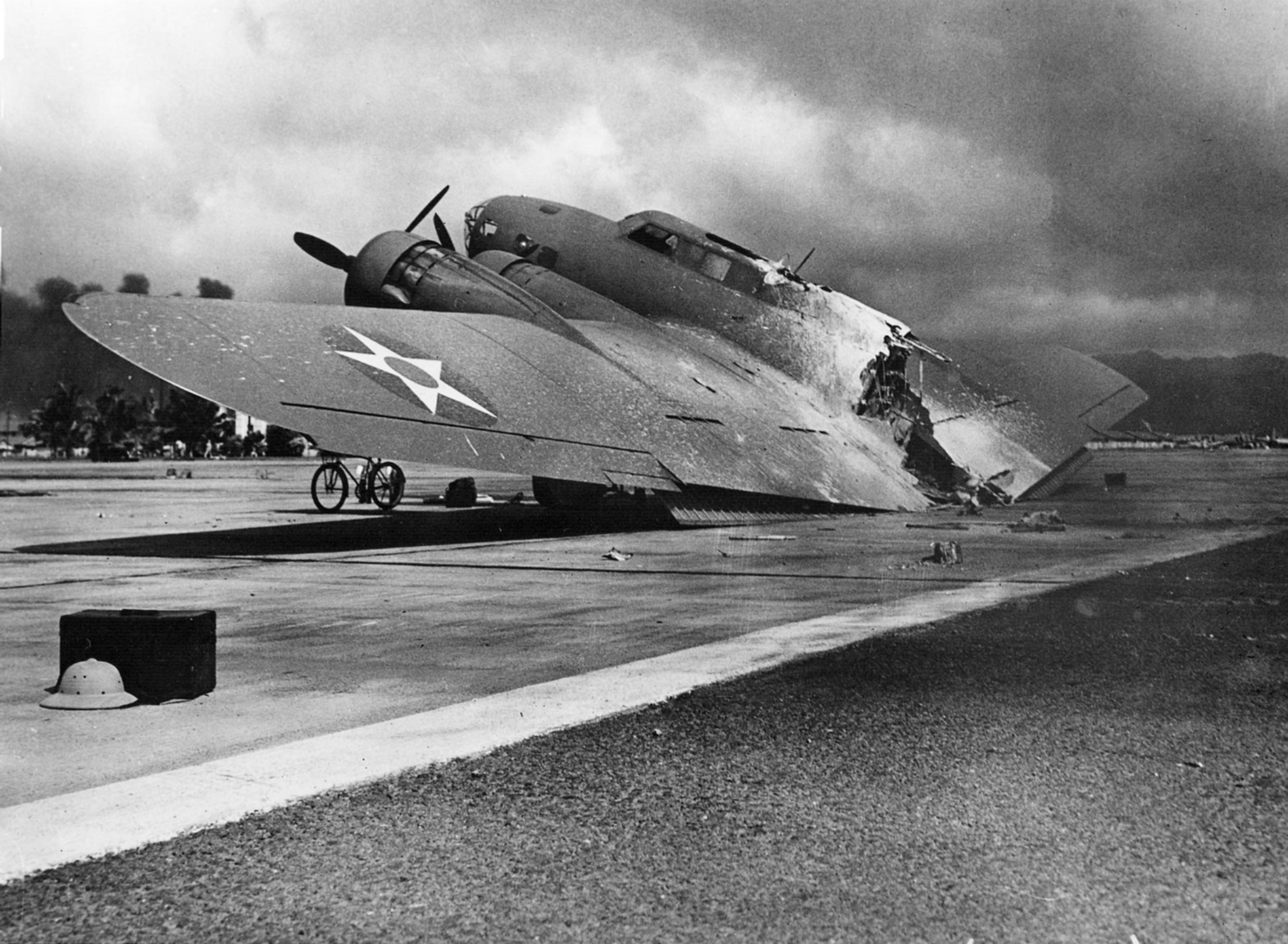
Un bombardier Boeing B-17 după atacul de la aerodromul Hickam Field.
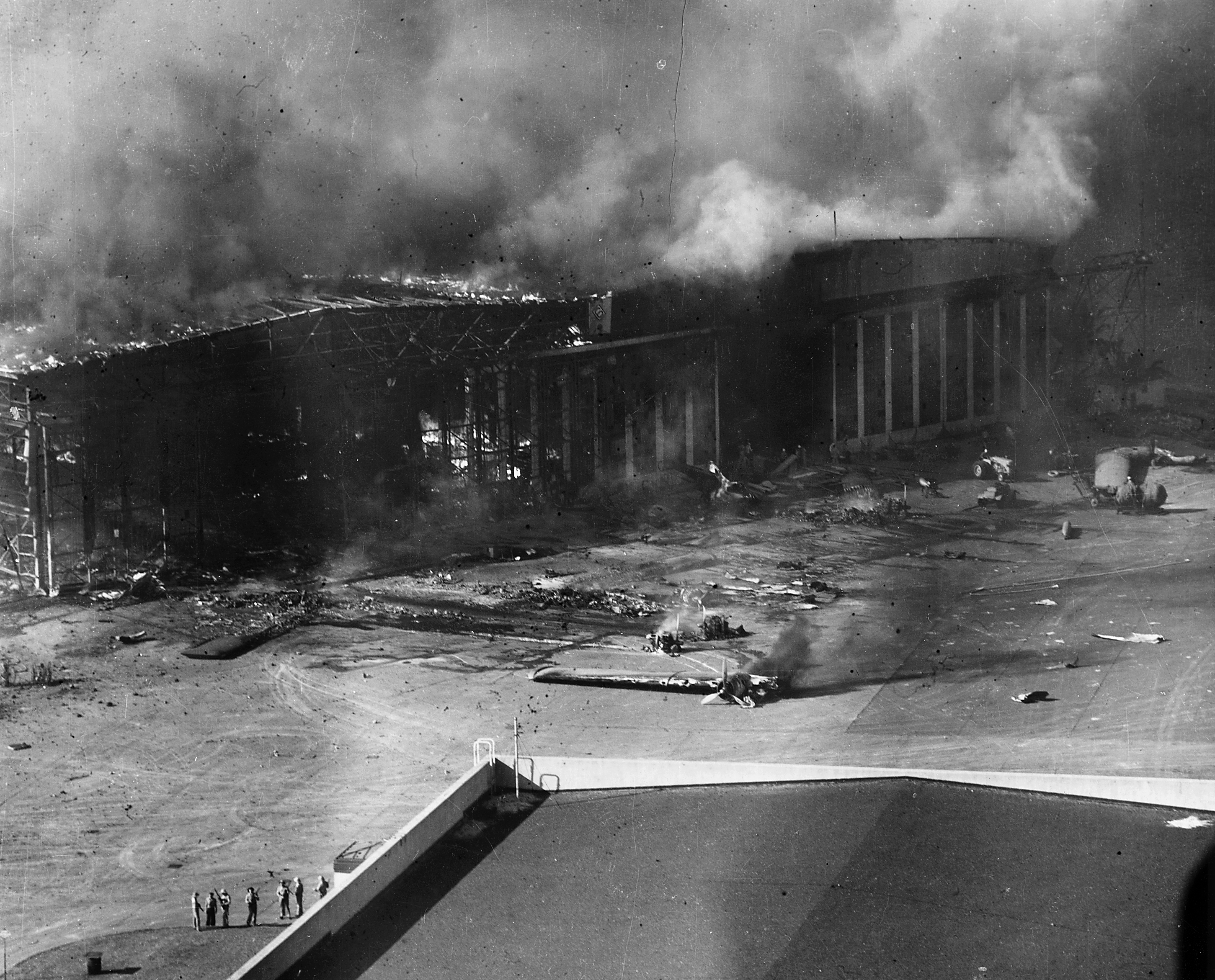
Hangar pe Ford Island în flăcări.
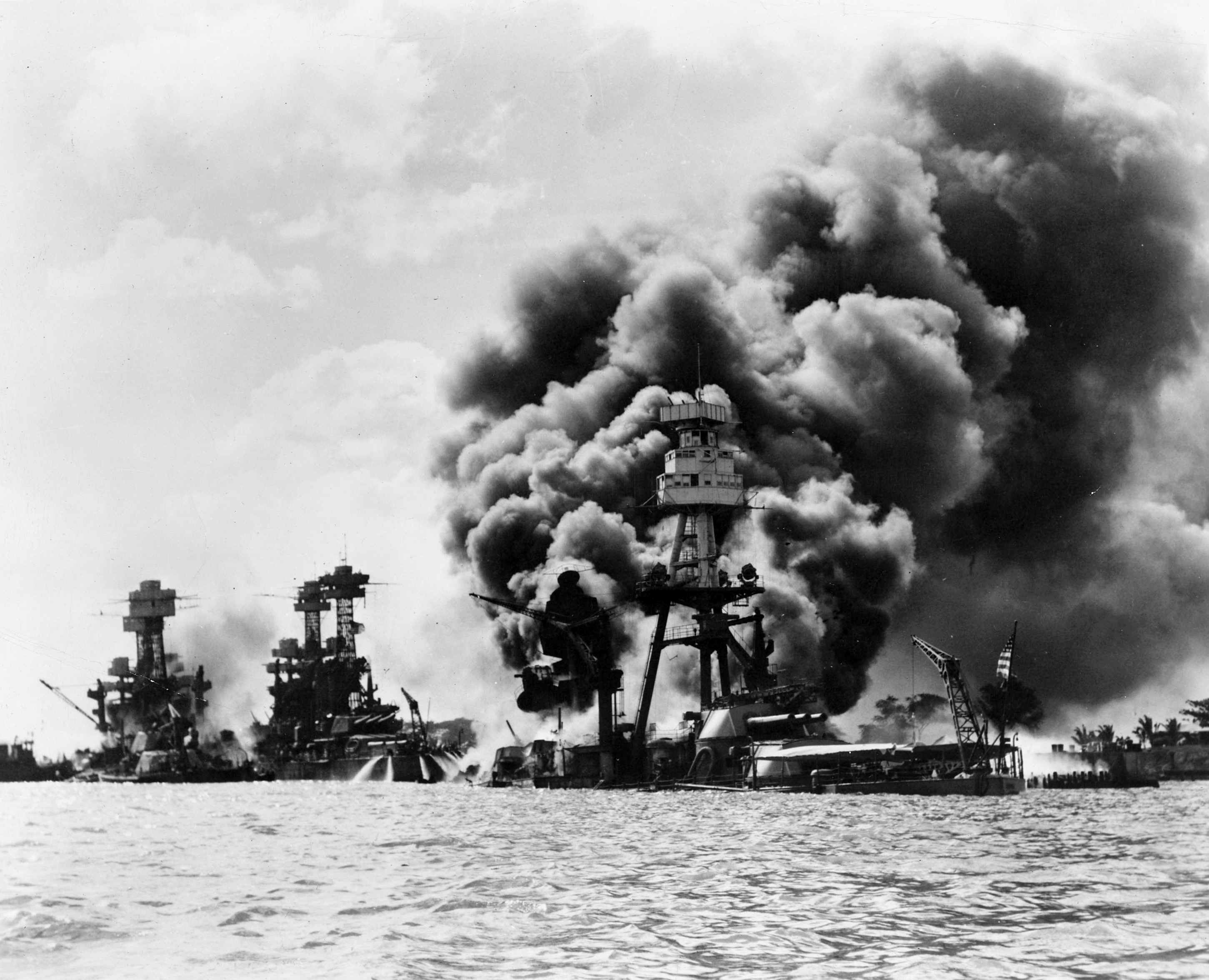
Rezultatul: USS West Virginia (serios avariat), USS Tennessee (avariat), USS Arizona (scufundat).